# 慕尼黑人民剧院

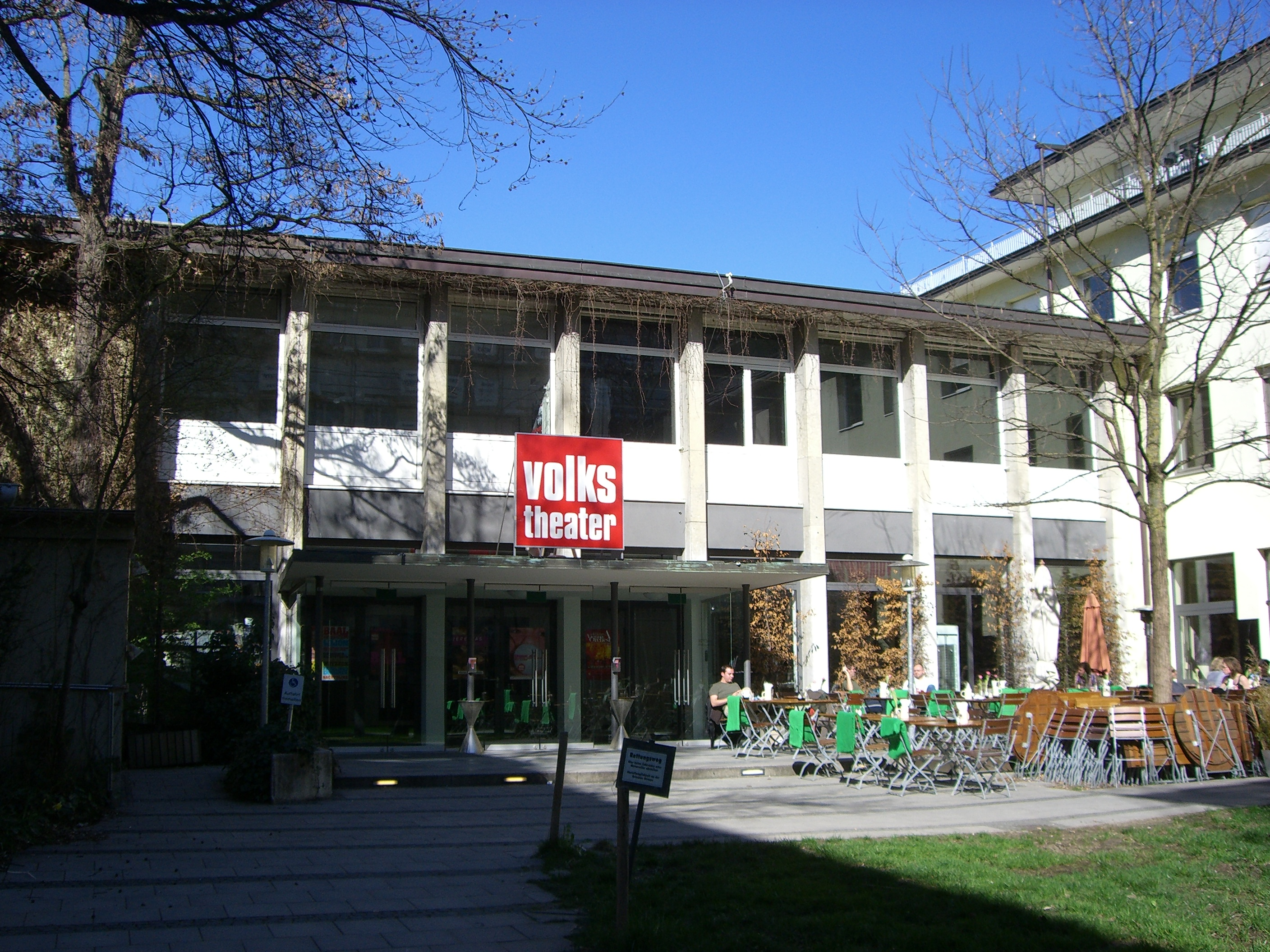

慕尼黑人民剧院（Münchner Volkstheater）是一家总部设在巴伐利亚州首府慕尼黑的剧院，由市政府文化办公室经营。它原来的表演场所于1903年开放。1955年和1983年两次重建。自2002年起，Christian Stückl担任该公司的董事。